# John Adrian Hope, 1. markýz z Linlithgow
John Adrian Louis Hope, 1. markýz z Linlithgow (John Adrian Louis Hope, 1st Marquess of Linlithgow, 7th Earl of Hopetoun, 7th Viscount Aithrie, 7th Baron Hope, 5th Baron Hopetoun, 4th Baron Niddry) (25. září 1860, Hopetoun House, Skotsko – 29. února 1908, Pau, Francie) byl britský státník ze starobylé skotské šlechty. Od mládí zasedal ve Sněmovně lordů, jako člen Konzervativní strany zastával nižší funkce ve vládě a u dvora, uplatnil se také ve správě kolonií. Po vyhlášení Australského svazu byl prvním generálním guvernérem v Austrálii (1901–1902). V roce 1902 získal titul markýze. Jeho syn Victor Hope, 2. markýz z Linlithgow (1887–1952) byl místokrálem v Indii.

## Kariéra

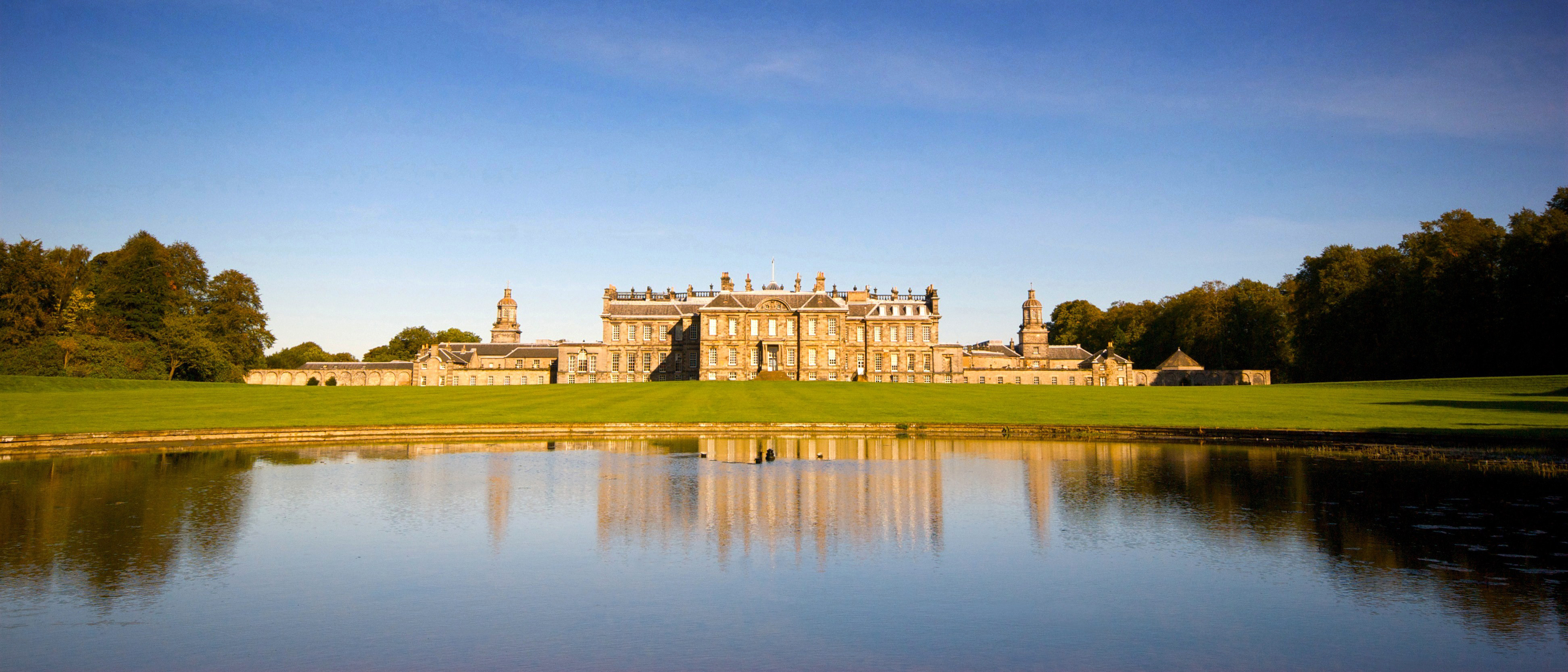
Zámek Hopetoun House (Skotsko), hlavní rodové sídlo a rodiště 1. markýze z Linlithgow

Pocházel ze starého skotského šlechtického rodu, který od roku 1703 užíval titulu hraběte z Hopetounu. Narodil se rodovém sídle Hopetoun House poblíž Edinburghu jako starší syna Johna Alexandera Hope, 6. hraběte z Hopetounu (1831–1873). Po otci zdědil rodové tituly v roce 1873 a po dosažení zletilosti se stal členem Sněmovny lordů (v Horní sněmovně zasedal jako 5. baron Hopetoun, protože vyšší titul hraběte platil pouze pro Skotsko). Studoval v Etonu a na vojenské škole v Sandhurstu, ale v armádě nikdy nesloužil, věnoval se správě rodových statků. Jako člen Konzervativní strany byl v letech 1885–1886 a 1886–1889 lordem komořím královny Viktorie, častěji se v té době ale zdržoval ve Skotsku, kde byl v letech 1887–1889 lordem komisařem církevního shromáždění. V roce 1889 obdržel Řád sv. Michala a sv. Jiří a v letech 1889–1895 byl guvernérem v australské provincii Victoria. Po návratu do Anglie byl jmenován členem Tajné rady (1895) a stal se členem Salisburyho vlády jako generální intendant armády (Paymaster General, 1895–1898), poté byl lordem nejvyšším komořím (1898–1900).

## Generální guvernér v Austrálii

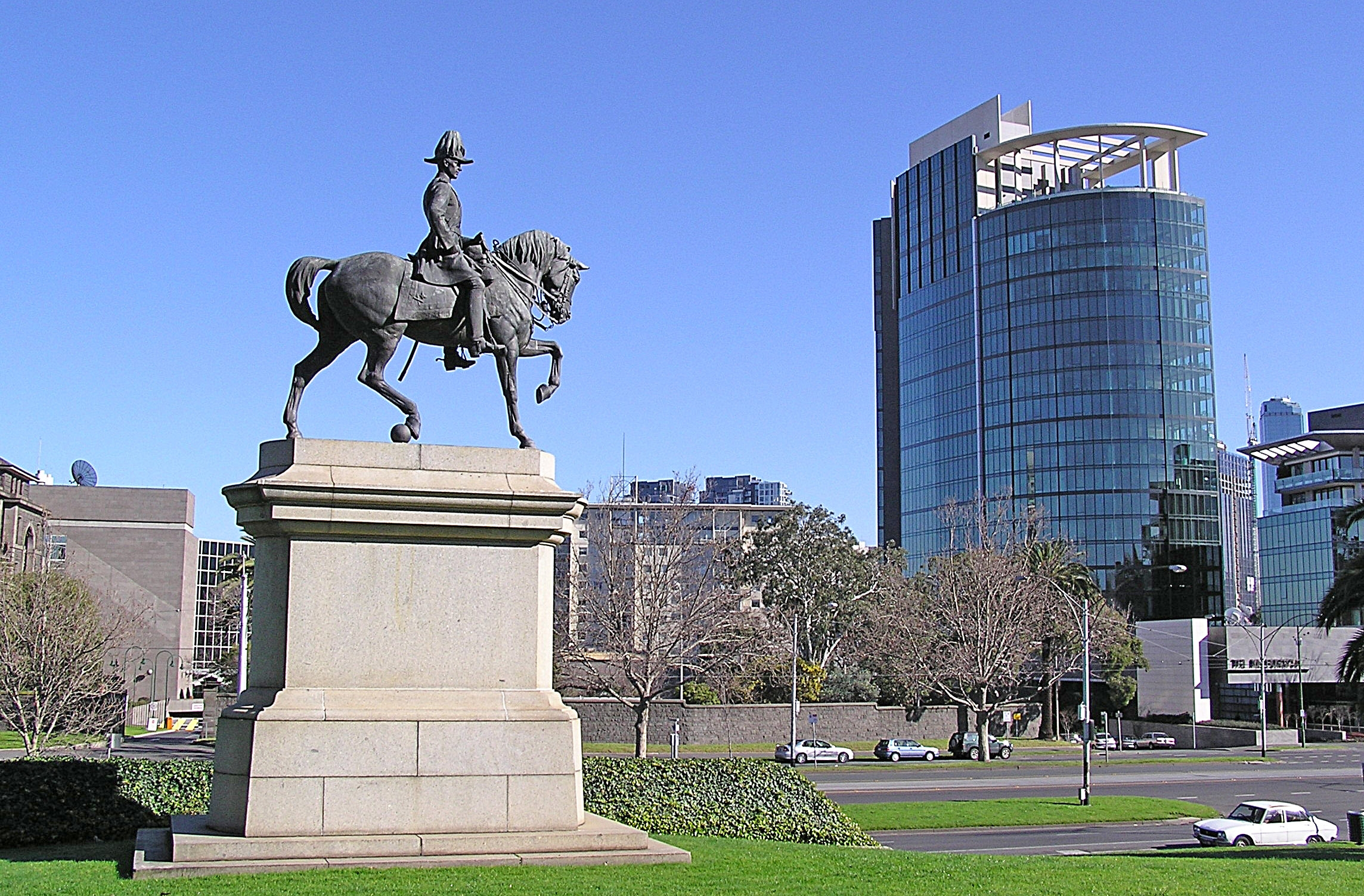
Jezdecká socha markýze z Linlithgow v Melbourne

Do funkce australského generálního guvernéra byl jmenován v červenci 1900, do Austrálie přijel v prosinci a oficiálně se funkce ujal 1. ledna 1900. V souvislosti se jmenováním do funkce generálního guvernéra získal Bodlákový řád a Viktoriin řád. Oproti svému předchozímu působení v provincii Victoria tentokrát neodhadl citlivé poměry, ignoroval systém politických stran a jeho popularitě nepřidalo ani povýšené aristokratické vystupování. Nakonec odstoupil z poměrně malicherného důvodu, kdy požadoval vydržování dvou guvernérských rezidencí – v Sydney (jako největším městě) a v Melbourne (tehdejším hlavním městě). Australský parlament to pro finanční nákladnost odmítl odsouhlasit a Hope neočekávaně v květnu 1902 na funkci rezignoval. Formálně ale zůstal v úřadu zůstal do ledna následujícího roku, dočasně jej zastupoval Hallam Tennyson.
Hope si byl vědom toho, že jako státník v Austrálii selhal, což těžce nesl zvláště s ohledem na fakt, že usiloval o nejprestižnější post v koloniální správě, úřad indického místokrále (tuto funkci později zastával jeho syn). V roce 1902 byl nicméně povýšen na markýze z Linlithgow a od února do prosince 1905 zastával v Balfourově vládě úřad ministra pro Skotsko. Ze zdravotních důvodů se poté již dále veřejně neangažoval a zemřel ve věku 47 let v jižní Francii.
Zastával řadu čestných postů ve Skotsku, kde byl například zástupcem místodržitele v hrabstvích Lanarkshire, Haddingtonshire a Linlithgow. Po návratu z Austrálie byl v letech 1904–1908 zástupcem guvernéra Royal Bank of Scotland.
Je po něm pojmenována ulice Linlithgow Avenue v Melbourne, kde také stojí jeho jezdecká socha.

## Manželství a potomstvo
V roce 1886 se oženil s irskou šlechtičnou Hersey Eveleigh-de Moleyns (1867–1937), která byla švagrovou konzervativních politiků 1. barona Grettona a 1. barona St Audries. Měli spolu čtyři děti, starší syn Victor (1887–1952) byl dědicem titulů a později místokrálem v Indii. Mladší syn lord Charles Hope (1892–1962) sloužil v armádě a dosáhl hodnosti majora. Dcera Mary Dorothea Hope (1903–1995) byla manželkou 16. hraběte z Pembroke.